# 大船渡町
大船渡町（おおふなとちょう）は岩手県気仙郡にあった町。現在の大船渡市大船渡町にあたる。
本項では町制前の名称である大船渡村（おおふなとむら）についても述べる。なお、大船渡市は1952年に新設合併によって発足したもので、本町とは別の自治体である。

## 地理
- 山：飛定地山
- 海：大船渡湾
- 島：珊琥島
- 河川：盛川

## 歴史
- 1889年（明治22年）4月1日 - 町村制の施行により大船渡村が単独で自治体を形成。
- 1932年（昭和7年）4月1日 - 大船渡村が町制施行して大船渡町となる。
- 1952年（昭和30年）4月1日 - 盛町・赤崎村・猪川村・立根村・日頃市村・末崎村と合併して大船渡市が発足。同日大船渡町廃止。

## 交通

### 鉄道路線
- 日本国有鉄道
  - 大船渡線
    - 下船渡駅 - 大船渡駅

### 道路
- 国道45号